# التاريخ الطبي السابق
تحتوي المصادر المختلفة أسئلة مختلفة يجب طرحها خلال أخذ التاريخ الطبي السابق، ولكنها تشمل عمومًا أسئلة حول مواضيع مهمة.

## أسئلة يجب طرحها

### الحالة الصحية العامة:
يُقيم المريض على أنه بحالة عامة ممتازة أو جيدة أو مقبولة أو سيئة. لاحظ أي تغيير عن الحالة السابقة.

### الأمراض السابقة:
مثل السرطان وأمراض القلب وارتفاع ضغط الدم والسكري.

### الاستشفاء:
جميع مرات الاستشفاء الطبي والجراحي والنفسي. انتبه إلى تاريخ الاستشفاء وسببه ومدته.

### الإصابات والحوادث:
انتبه إلى نوع الإصابة وتاريخها.

### العمليات الجراحية:
نوع الإجراء والتاريخ والمستشفى والجرّاح والمضاعفات.

### الأدوية الحالية:
لاحظ الاسم والجرعة وتكرار استخدام الأدوية، ويشمل ذلك، الأدوية التي تؤخذ بلا وصفة طبية والعلاجات العشبية. دقق في ما إذا كان المريض يتناول الأدوية وفقًا للتعليمات الموصوفة.

### الحساسية:
اسأل عن أي حساسية بيئية أو غذائية أو دوائية، بالإضافة إلى نوع التفاعل بالتحديد، مثل التأق أو الطفح الجلدي أو الحكة.

### اللقاحات:
سجل بدقة جميع اللقاحات المأخوذة، بما في ذلك الكزاز والدفتيريا والسعال الديكي وشلل الأطفال والتهاب الكبد البائي والحصبة والنكاف والحصبة الألمانية والمستدمية النزلية من النوع بي والإنفلونزا.

### تعاطي المخدرات:
اسأل عن تعاطي الكحول والتبغ والعقاقير غير المشروعة، مع تحديد النوع والكمية والمدة، بالإضافة إلى العلاجات ذات الصلة أو إعادة التأهيل من المخدرات.

### النظام الغذائي:
اسأل عن كل ما تناوله المريض في اليوم السابق وخلال الأسبوع الماضي. انتبه إلى نوع الطعام المستهلك وقيّم الحالة الغذائية. طبيًا، يُعد هذا جزءًا من التاريخ الاجتماعي. تُعد المكملات الغذائية أيضًا جزءًا من التاريخ الطبي السابق.

### النوم:
اسأل عن مشكلات النوم (مثل الشخير، توقف التنفس خلال النوم، الكوابيس)، النعاس المفرط خلال النهار، الاستيقاظ في الليل، انتظام النوم ومدته، الشخير.

### العلاجات البديلة:
مثل الوخز بالإبر والتدليك والأدوية العشبية والفيتامينات والمعالجة اليدوية.

### التاريخ التوليدي/النسائي (إذا كانت أنثى):
يشمل العدد الإجمالي لحالات الحمل، سواء كان الحمل تامًا أو كانت الولادة مبكرة أو حدث الإجهاض أو الإسقاط، بالإضافة إلى أي مضاعفات. اسأل عن انقطاع الطمث وتاريخه. اسأل عن التاريخ الجنسي والعدوى المنقولة جنسيًا.

### التاريخ الوليدي:
تفاصيل المخاض والولادة، والقبول في وحدة العناية المركزة لحديثي الولادة، والحمى لدى الأم خلال الحمل، وزمن تمزق الأغشية، ودرجات أبغار (خاصة في الأشهر الثلاثة الأولى من الحياة).

### النمو والتطور:
تعد مخططات الطول والوزن ومحيط الرأس محتوى قياسيًا لسجلات طب الأطفال، وأي تغيير في المسار (مثل مخططات النمو التي تقاطع الخطوط المئوية عوضًا عن موازاتها)، ومعالم مراحل النمو ومعدل الذكاء واختبارات النماء الأخرى.

## تعريفات طبية
نشرت مراكز الرعاية الصحية والخدمات الطبية معاييرًا لما يشكل التاريخ الطبي السابق الممكن أخذه. يُعد التاريخ الطبي السابق واحدًا من ثلاثة عناصر «التاريخ الطبي السابق، التاريخ العائلي، التاريخ الاجتماعي».
- التاريخ الطبي السابق: التجارب الطبية السابقة كالأمراض والعمليات والإصابات والعلاجات.
- التاريخ العائلي: مراجعة للأحداث الطبية في عائلة المريض، ويشمل ذلك الأمراض الوراثية أو التي تجعل المريض عرضة لأمراض معينة.
- التاريخ الاجتماعي: مراجعة ملائمة عمريًا لنشاطات المريض الحالية والسابقة.